# Las Lajitas
Las Lajitas é um município da província de Salta, na Argentina.